# Illes Hawaii

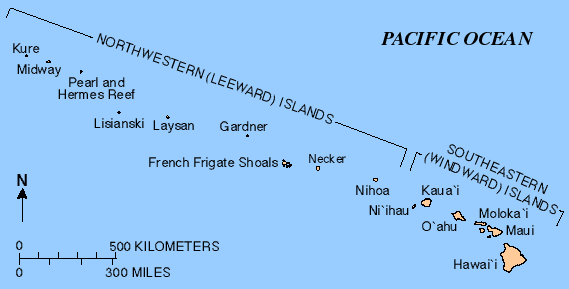
Mapa de les illes Hawaii

Les illes Hawaii (en hawaià: Mokupuni o Hawai‘i, en anglès: Hawaiian Islands), abans conegudes com a illes Sandwich, formen un arxipèlag de dinou illes i atols, més altres illots, esculls i bancs de sorra, en una alineació del nord-oest al sud-est al llarg de 2.400 km al Pacífic nord. L'arxipèlag pren el nom de l'illa més gran, Hawaii, que alhora n'és la més oriental.
Les illes de l'arxipèlag són els cims que sobresurten d'una gran serralada submarina formada per l'activitat volcànica. Situat a 3.000 km, aproximadament, del continent més pròxim, Amèrica, és l'arxipèlag més aïllat de la Terra.

## Illes
Les illes Hawaii comprenen un total de 19 illes i atols, amb una superfície total de 16.639 km². L'arxipèlag es pot dividir en dos grups d'illes:
- Les vuit illes més grans, set d'habitades. Són les més orientals.
- Les illes nord-occidentals, o illes de Sotavent, totes deshabitades. Són illes menors, atols i esculls, situats a occident.

D'est a oest són les següents:
| Illa                  | Població (2000) | Àrea (km²) | Densitat |
| --------------------- | --------------- | ---------- | -------- |
| Hawaii                | 148.677         | 10.432,52  | 14,3     |
| Maui                  | 117.644         | 1.883,5    | 62,5     |
| Kahoolawe             |                 | 115,5      |          |
| Lanai                 | 3.193           | 363,97     | 8,8      |
| Molokai               | 7.404           | 673,44     | 11,0     |
| Oahu                  | 876.156         | 1.545,3    | 567,0    |
| Kauai                 | 58.303          | 1.430,43   | 40,8     |
| Niihau                | 160             | 179,9      | 0,9      |
| Kaula                 |                 | 0,64       |          |
| Nihoa                 |                 | 0,70       |          |
| Necker                |                 | 0,18       |          |
| French Frigate Shoals |                 | 0,25       |          |
| Gardner Pinnacles     |                 | 0,02       |          |
| Escull Maro           |                 | 0          |          |
| Laysan                |                 | 4,11       |          |
| Lisianski             |                 | 1,56       |          |
| Pearl i Hermes        |                 | 0,36       |          |
| Midway                |                 | 6,2        |          |
| Kure                  |                 | 0,86       |          |
| TOTAL                 | 1.211.537       | 16.639,44  | 72,8     |

Sis illots litorals de les illes més grans completen les dinou illes. Excepte l'atol Midway, que és un territori no incorporat dels Estats Units, la resta d'illes són administrades per l'estat de Hawaii.

### Illes més petites
- Nihoa (Mokumana)
- Necker (Mokumanamana)
- French Frigate Shoals (Kānemilohaʻi)
- Gardner Pinnacles (Pūhāhonu)
- Maro Reef (Nalukākala)
- Laysan (Kauō)
- Lisianski Island (Papaʻāpoho)
- Pearl and Hermes Atoll (Holoikauaua)
- Midway Atoll (Pihemanu)
- Kure Atoll (Mokupāpapa)

### Illots
- Ford Island (Mokuʻumeʻume)
- Lehua
- Kaʻula
- Kaohikaipu
- Mānana
- Mōkōlea Rock
- Nā Mokulua
- Molokini
- Mokoliʻi
- Moko Manu
- Moku Ola (Coconut Island, Hawaii)
- Moku o Loʻe (Coconut Island, Oahu)
- Sand Island
- Grass Island

## Geologia

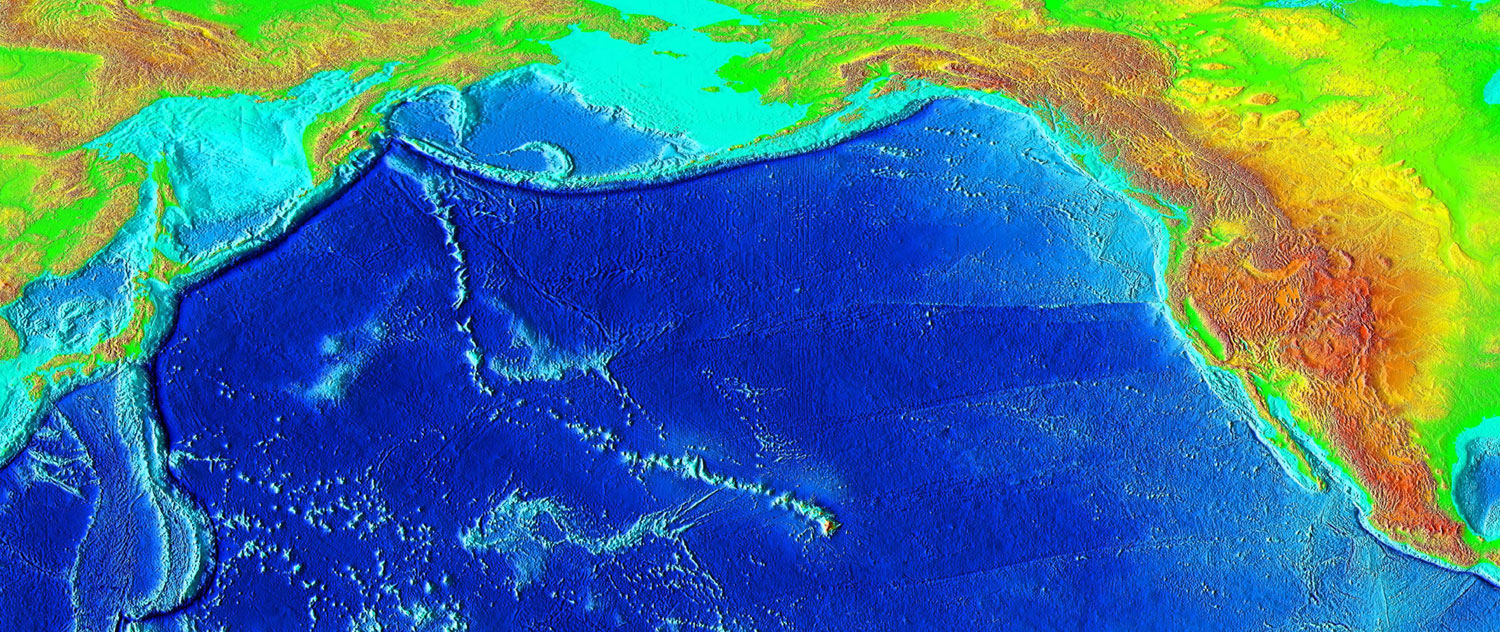
Les erupcions del punt calent de Hawaii van deixar un rastre de muntanyes submarines a través del Pacífic durant milions d'anys, anomenades Cadena submarina Hawaii–Emperador.

Aquesta cadena d'illes, o arxipèlag, es va desenvolupar a mesura que la Placa pacífica es va moure lentament cap al nord-oest sobre un punt calent del mantell terrestre a una velocitat d'aproximadament 51 km per milió d'anys. Així, l'illa del sud-est és volcànicament activa, mentre que les illes de l'extrem nord-oest de l'arxipèlag són més antigues i normalment més petites, a causa de l'exposició més llarga a l'erosió. L'edat de l'arxipèlag s'ha estimat mitjançant mètodes de datació potassi-argó. A partir d'aquest estudi i d'altres, s'estima que l'illa més al nord-oest, l'atol de Kure, és la més antiga amb aproximadament 28 milions d'anys; mentre que l'illa més al sud-est, Hawaii, fa aproximadament 0,4 Ma (400.000 anys). Les illes del nord-oest són més antigues i més petites, mentre que les del sud-est són més joves i més grans. L'illa de Hawaii és la més gran i més jove de l'arxipèlag, amb diferents volcans actius. L'únic vulcanisme actiu dels darrers 200 anys ha estat a l'illa del sud-est, Hawaiʻi, i al volcà submergit però en creixement a l'extrem sud-est, Kamaʻehuakanaloa (abans Loʻihi). L’Observatori de Volcans de Hawaii de l'USGS documenta l'activitat volcànica recent i proporciona imatges i interpretacions del vulcanisme. Kilauea havia estat en erupció gairebé contínua des del 1983, quan es va aturar l'agost del 2018.
Gairebé tot el magma del punt calent té la composició de basalt, de manera que els volcans hawaians estan compostos gairebé íntegrament per aquesta roca ígnia. Hi ha molt poc gabre i diabasa de gra més gruixut. La nefelinita està exposada a les illes, però és extremadament rara. La majoria de les erupcions a Hawaii són erupcions de tipus hawaià perquè el magma basàltic és relativament fluid en comparació amb els magmes típicament implicats en erupcions més explosives, com els magmes andesítics que produeixen algunes de les erupcions espectaculars i perilloses al voltant dels marges de la conca del Pacífic.
L'illa de Hawaii (l'Illa Gran) és l'illa més gran i més jove de la cadena, construïda a partir de cinc volcans. Mauna Loa, que ocupa més de la meitat de l'Illa Gran, és el volcà escut més gran de la Terra. La mesura des del nivell del mar fins al cim és de més de 4 km, des del nivell del mar fins al fons del mar unes 5 km.

### Terratrèmols
Les illes Hawaii tenen molts terratrèmols, generalment causats per l'activitat volcànica. La major part del seguiment primerenc del terratrèmol va tenir lloc a Hilo, pels missioners Titus Coan, Sarah J. Lyman i la seva família. Entre 1833 i 1896, es van registrar aproximadament 4 o 5 terratrèmols a l'any.
Hawaii va representar el 7,3% dels terratrèmols reportats als Estats Units amb una magnitud de 3,5 o més entre 1974 i 2003, amb un total de 1533 terratrèmols. Hawaii es va classificar com el tercer estat amb més terratrèmols durant aquest període, després d'Alaska i Califòrnia.
El 15 d'octubre de 2006 es va produir un terratrèmol amb una magnitud de 6,7 a la costa nord-oest de l'illa de Hawaii, prop de la zona de Kona de l'illa gran. El terratrèmol inicial va ser seguit aproximadament cinc minuts més tard per una rèplica de magnitud 5,7. Es van reportar danys entre lleus i moderats a la major part de l'illa gran. Diverses carreteres principals es van tornar intransitables per lliscaments de roques, i els efectes es van sentir tan lluny com Honolulu, Oahu, a gairebé 240 km de l'epicentre. Els talls de llum van durar diverses hores o dies. Es van trencar diverses canonades d'aigua. No es van registrar morts ni ferits mortals.
El 4 de maig de 2018, es va produir un terratrèmol de 6,9 a la zona d'activitat volcànica de Kilauea.
Els terratrèmols són controlats per l’Observatori de Volcans de Hawaii gestionat per l'USGS.

### Tsunamis

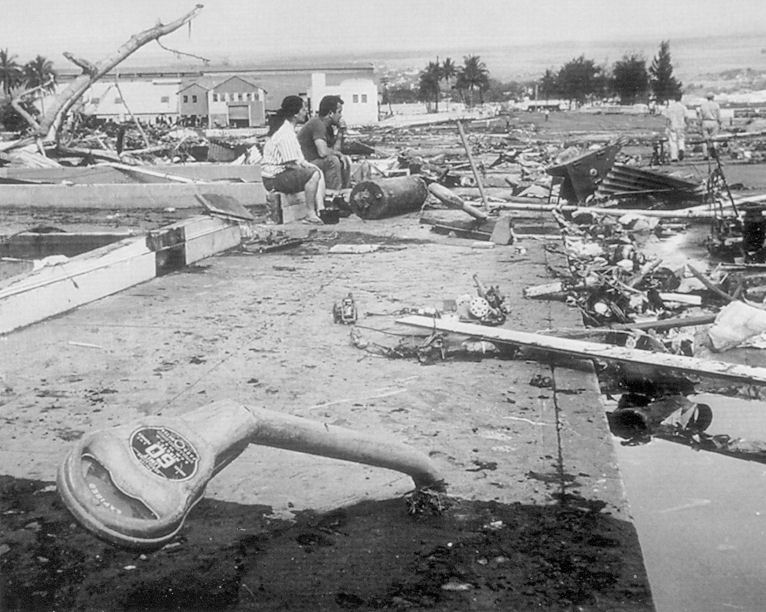
Conseqüències del Terratrèmol de Xile del 1960 a Hilo, Hawaii, on el tsunami va causar 61 morts i 282 ferits greus. Les onades van arribar a 11 m d'alt.

Les illes hawaianes estan subjectes a tsunamis, grans onades que toquen la costa. Els tsunamis solen ser causats per terratrèmols en algun lloc del Pacífic. Les ones produïdes pels terratrèmols viatgen a velocitats de 600–800 km/h i pot afectar regions costaneres a milers de quilòmetres de distància.
Els tsunamis també poden originar-se a les illes Hawaii. L'activitat volcànica explosiva pot provocar tsunamis. L'illa de Molokai va tenir un col·lapse catastròfic o una allau de runes fa més d'un milió d'anys; aquest esllavissament submarí probablement va causar tsunamis. L'Hilina Slump a l'illa de Hawaii és un altre lloc potencial per a una gran esllavissada i el tsunami resultant.
La ciutat d’Hilo, a l'Illa Gran, ha estat la més afectada pels tsunamis, on l'aigua corrent s'accentua per la forma de la badia d'Hilo. Les ciutats costaneres tenen sirenes d'advertència de tsunami.
Un tsunami provocat per un terratrèmol a Xile va afectar les illes el 27 de febrer de 2010. Va ser relativament menor, però els funcionaris locals de gestió d'emergències van utilitzar l'última tecnologia i van ordenar evacuacions per preparar un possible esdeveniment important. El governador ho va declarar un "bon simulacre" per al proper gran esdeveniment.
Un tsunami com a conseqüència d'un terratrèmol al Japó va colpejar les illes l'11 de març de 2011. Va ser relativament menor, però els funcionaris locals van ordenar evacuacions per preparar un possible esdeveniment important. El tsunami va causar danys al voltant de 30,1 milions de dòlars.

### Volcans

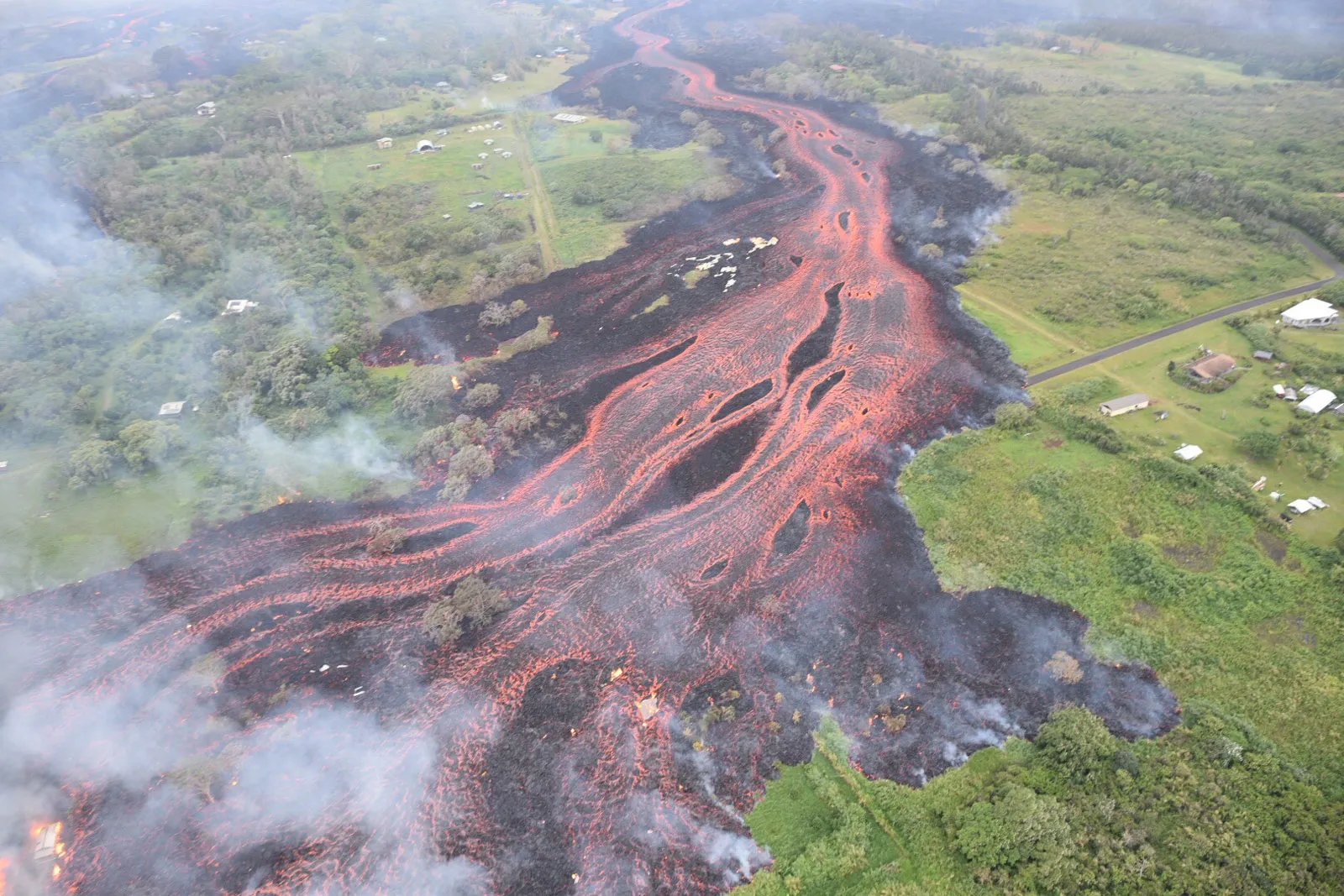
Lava en erupció de Kīlauea, un dels sis volcans actius de les illes hawaianes. Kīlauea és el més actiu, entrant en erupció gairebé contínuament des del 1983 fins al 2018.

Només les dues illes hawaianes més al sud-est tenen volcans actius: Haleakala a Maui, i Mauna Loa, Mauna Kea, Kilauea i Hualalai, totes a l'illa Gran. Els volcans de les illes restants s'han extingit, ja que ja no es troben al punt calent de Hawaii. El Kamaʻehuakanaloa Seamount és un volcà submarí actiu que s'espera que es converteixi en l'illa hawaiana més nova quan s'aixequi per sobre de la superfície de l'oceà d'aquí a 10.000-100.000 anys. Els perills d'aquests volcans inclouen colades de lava que poden destruir i enterrar la superfície circumdant, emissions de gasos volcànics, terratrèmols i tsunamis esmentats anteriorment, erupcions submarines que afecten l'oceà i la possibilitat d'una erupció explosiva.

## Ecologia
Les illes Hawaii tenen una gran quantitat d'espècies endèmiques. La fauna i la flora es van desenvolupar en gairebé complet aïllament durant 70 milions d'anys. El primer contacte humà, amb els polinesis, hi va introduir nous arbres, plantes i animals. La població creixent va comportar la desforestació i la degradació de l'ecosistema. Com a resultat, algunes espècies s'hi han extingit.
L'arribada dels europeus va tenir un gran impacte amb la promoció a gran escala de l'agricultura de monocultiu per a l'exportació, la introducció de la ramaderia i el desenvolupament urbà. Avui, moltes de les espècies endèmiques que queden estan en perill d'extinció.

## Clima
Les illes són més humides al nord i a l'est, a sobrevent dels vents alisis, on hi ha més precipitació. Les àrees litorals en general, i especialment al sud i a l'oest o sotavent, són més seques. La majoria d'àrees turístiques són al litoral de sotavent de les illes.
La majoria de pluges són entre els mesos d'octubre i abril. L'estació més seca és de maig a setembre, però amb risc d'huracans.
La temperatura mitjana al nivell del mar varia entre els 29 i el 32 °C a l'estiu i entre els 18 i els 21 °C a l'hivern. La temperatura disminueix amb l'altitud i, de fet, les tres muntanyes més altes, Mauna Kea, Mauna Loa i Haleakala, es cobreixen de neu a l'hivern.
Els tsunamis poden afectar les illes Hawaii. Històricament, la ciutat d'Hilo, a l'illa de Hawaii, ha rebut l'impacte de tsunamis accentuats per la forma de la badia on està situada.

### Huracans
La temporada d'huracans a les illes Hawaii acostuma a ser del juliol al novembre, moment en què els huracans i les tempestes tropicals són més freqüents al Pacífic. Aquestes tempestes tendeixen a originar-se a la costa de Mèxic (en concret, a la península de la Baixa Califòrnia).
Hawaii està protegida del vast oceà Pacífic, ja que a mesura que les tempestes creuen el Pacífic tendeixen a perdre força si topen amb masses d'aigua freda. Es pensa que la topografia de les illes més altes (Haleakalā a Maui, Mauna Kea i el Mauna Loa a la Gran Illa) poden protegir les illes, i és cert que Kauai ha estat colpejada més sovint en els últims 50 anys que no pas les altres.

## Llocs d'interès

### Illa de Hawaii
- Hilo, amb una població de 40.759 habitants al cens del 2000, és la ciutat més gran de Hawaii i la segona de l'estat. És la seu del comtat de Hawaii i de la Universitat de Hawaii.
- Kailua-Kona és la segona ciutat de l'illa, i ciutat turística.
- El Hawaiʻi Volcanoes National Park inclou els volcans actius Kilauea i Mauna Loa.
- Puʻuhonua o Hōnaunau és el Parc Històric Nacional.
- Huliheʻe Palace és el palau reial dels antics monarques, a Kailua-Kona.
- ʻAkaka Falls és el salt d'aigua més alt de l'illa.
- Observatori Mauna Kea.

### Oahu
- Honolulu, és la capital de l'estat. Disposa del Bishop Museum, el més important de cultura polinèsia; Honolulu Academy of Arts, un museu d'art amb una important col·lecció d'art asiàtic; Lyon Arboretum, jardí botànic tropical.
- Waikiki és el gran centre turístic de Hawaii, situat a la costa sud d'Oahu, que concentra el 90% dels hotels. La platja de Waikiki, una de les més famoses del món, ofereix sol, platja i surf. Al segle xix ja era un lloc de descans de la família reial hawaiiana. El nom hawaià Waikīkī significa 'aigua drenada', ja que abans estava envoltada d'aiguamolls.
- Pearl Harbor és una badia situada a l'oest de Honolulu. La major part del port i els voltants de la badia són una base naval estatunidenca, el quarter general de la flota del Pacífic. Va ser l'atac a Pearl Harbor, el 7 de desembre de 1941, que va provocar l'entrada dels Estats Units a la Segona Guerra Mundial.[11] Les restes del USS Arizona i el USS Missouri són monuments commemoratius de la guerra.
- Diamond Head (en hawaià Lēʻahi) és un con volcànic, situat a l'est de Waikiki, que mostra una vista panoràmica que ha esdevingut un símbol turístic. El nom li van donar navegants anglesos del segle xix que van confondre els cristalls de calcita encrostats a la roca amb diamants. Està declarat com a State Monument.

## Surf
El tinent James King va ser el primer que va escriure sobre l'art del surf a Hawaii en completar les revistes del capità James Cook després de la seva mort el 1779.
Quan Mark Twain va visitar Hawaii el 1866, va escriure,
"En un lloc ens vam trobar amb una gran companyia d'indígenes despullats, d'ambdós sexes i totes les edats, divertint-se amb el passatemps nacional del bany del surf."

## Bibliografiа
- Morgan, Joseph R. Hawai'i: A Unique Geography.  Honolulu, HI: Bess Press, 1996. ISBN 9781573060219. OCLC 693187693.
- Macdonald, Gordon A.; Abbott, Agatin. University of Hawaii Press. Volcanoes in the Sea: The Geology of Hawaii, 2021. DOI 10.1515/9780824885786. ISBN 9780824885786. OCLC 1253313940.
- «Hawaiian Volcanoes – Introduction – Department of Geosciences». Arxivat de l'original el 5 març 2012. [Consulta: 12 maig 2012]. Volcano World |; Your World is Erupting – Oregon State University College of Science